# Bendy and the Ink Machine
Bendy and the Ink Machine（ベンディ・アンド・ジ・インク・マシ-ン）はTheMeatlyによって開発されたサバイバルホラーゲーム。 2017年2月10日にLinux、macOS、Microsoft Windows、Game Joltで第1章がリリースされ、以降続章が順次発表されている。2018年11月20日にPlayStation 4、Xbox One、Nintendo Switchへの移植版がリリースされた。

## ゲーム概要
かつてカートゥーンを制作していた古いスタジオを舞台に、30年ぶりにそのスタジオに戻って来た元アニメーターが出口を探すために探索を進めるホラー・アドベンチャー。
直接語られることは少ないが、スタジオのあちこちにはボイスログが置かれており、そこから物語の断片を知ることができる。

## ストーリー

### Chapter One: Moving Pictures
かつてカートゥーンの制作スタジオ「ジョーイ・ドリュー・スタジオ」に勤務していた主人公ヘンリー・スタインは、旧友でスタジオの代表だったジョーイ・ドリューからの手紙を受け取り、30年ぶりにスタジオを訪れる。スタジオは既に廃業してしまったのか廃墟同然となっており、奥にはヘンリーも見たことがない巨大な機械『インクマシン』が設置されていた。ヘンリーが試しにインクマシンを動かした所、突然辺りに設置されていたパイプからインクが噴き出し、同時に全身が黒いインクで出来た怪物「インクベンディ」が現れる。その怪物は、かつてこのスタジオで製作されていたカートゥーンのキャラクター「ベンディ」に似た姿をしていた。

### Chapter Two: The Old Song
インクマシンから現れた怪物インクベンディに追われ、スタジオの地下に転落したヘンリーは、出口を探して探索を開始した。その最中、彼の前にジョーイ・ドリュー・スタジオの音響監督を務めていたサミー・ローレンスという人物が現れる。サミーは今やインクの身体の異形へと成れ果ててしまっており、インクベンディを崇拝する狂信者になっていた。怪物達をけしかけたり、背後から殴って気絶させたりしてヘンリーを捕え、彼をインクベンディへの生贄にしようとする。自力で拘束を解いたヘンリーはインクベンディに追われて逃げ出し、その先で「狼のボリス」と遭遇する。

### Chapter Three: Rise and Fall
セーフハウスでボリスとカードで遊んだりと束の間の平和の時を過ごしていたヘンリーは、二人でスタジオの探索を再開する。二人は更に地下へと潜っていき、そこで「アリス・エンジェル」と出会う。アリスはヘンリーに「おつかいをこなしてくれれば地上に返す」と約束し、様々な「おつかい」を彼に課してきた。無事にすべてのおつかいを終えたヘンリーだったが、アリス・エンジェルは約束を破って彼とボリスが乗っていたリフトを最下層へと落下させる。ヘンリーは何とか一命をとりとめたが、直後にアリス・エンジェルが現れ、ヘンリーの眼前でボリスを連れ去ってしまった。

### Chapter Four: Colossal Wonders
スタジオの最下層へ落とされたヘンリーは、ボリスを連れ去ったアリスを追う。最下層にはベンディーのテーマパークを模した空間が広がっており、そこにはかつてベンディのテーマパークを建てた人物バートルン・ピードモントが異形の姿となって待ち構えていた。彼を退けたヘンリーはさらに奥へと進んでいくが、そこにアリスの手によって改造され異形の姿と化したボリス、「野獣ボリス」が現れ彼を襲撃する。何とか野獣ボリスを倒した直後、そこに左
腕が義手になったもう一人のボリス「トム」ともう一人のアリス・エンジェル「アリソン」が現れ、半狂乱になったアリス・エンジェルを殺害する。

### Chapter Five: The Last Reel
最終章となるシナリオ。
その後ヘンリーはアリソンとトムのアジトへ連れていかれ、牢に入れられてしまう。
落書きなどで時間を潰す日々だったが、インクベンディから逃げる二人に置き去りにされる。
なんとか脱出に成功した後、インクの怪物達が築いた大きな集落を発見する。
その奥には、インクベンディによって殺されたかに思われていたサミーがいたのだった。
錯乱したようにヘンリーに襲いかかるサミーだったが、駆けつけたトムとアリソンによって倒される。だが、それも束の間、サミーが統率していた大量の怪物達が暴走を始め、三人は襲撃を受けてしまう。なんとかそれを乗り切った三人はインクベンディの根城である、巨大なインクマシンを発見する。
単身乗り込んだヘンリーは、インクベンディのいる部屋へと到着する。そこにはボイスログと、無数のモニターがあり、ボイスログには「ベンディは自分の『終わり』を見たことがない。」というジョーイの声が録音されていた。
インクベンディが出現し、カートゥーンの面影が全く無い悪魔そのものな姿「ビーストベンディ」へと変異した後ヘンリーに襲いかかるが、ヘンリーに「THE END」と書かれたフィルムリールを
プロジェクターにセットされ、モニターに映し出された「終わり」を見てしまう。
消えていったビーストベンディだったが...。

## インクマシン
トムがジョーイに依頼されて発明した巨大な機械。元々はスクリーンに映し出されたカートゥーンキャラクターの等身大インクフィギュアを製造するものだった。
インクでできたカートゥーンキャラクターのようなものを生み出すことができるが、最初に生み出されたインクベンディは"失敗作"だった。

## 登場キャラクター

### カートゥーンキャラクター
ベンディ（Bendy）
ジョーイ・ドリュー・スタジオで製作されていたアニメ「ア・ベンディ・カートゥーン」の主役キャラクター。悪魔をモチーフにしたキャラクターで、黒い肌の小柄な体躯、首から浮かんだ三日月型の頭、笑顔が特徴的。尻尾は無い。白い蝶ネクタイ、白い手袋、黒い靴を履いている。
狼のボリス（Boris the Wolf）
狼をモチーフにしたキャラクター。尻尾は無い。成人男性の様な体格と等身の獣人で、肌の色は黒。白いオーバーオール、手袋、黒い靴を着用している。カートゥーン内では食いしん坊のキャラクターとして描かれている。
アリス・エンジェル（Alice Angel）
天使をモチーフにしたキャラクター。人間の女性に近い姿をしており、白い肌、羊の様な二本の角、天使の輪が特徴的。黒いワンピースドレス、白い手袋、黒い靴を着用している。また、胸と腰の後ろに白いリボンを着けている。
チャーリー（Charley）、バーリー（Barley)、エドガー（Edgar）
「ザ・屠殺集団(The Butcher Gang)」と呼ばれる悪役の三人組。
チャーリーは猿のギャング、バーリーは海賊の船長、エドガーは六本足の蟲をモチーフとしている。エドガー以外は人型である。

### メインキャラクター
主人公及びゲーム中で直接遭遇することになるキャラクター達。
ヘンリー・スタイン（Henry Stein）
声を演じたのはtheMeatly(ゲーム開発者)
ゲームの主人公。親友ジョーイが代表を務める「ジョーイ・ドリュー・スタジオ」に勤めていたが、何らかの事情で1930年に退職していた。リンダという名の妻がいる。
30年後の現在になってジョーイからの手紙を受け取りかつての職場であるスタジオを再び訪れるが、そこでインクマシンを動かしたことをきっかけにスタジオから出られなくなり、脱出を目指すことになる。
物腰は穏やかで、予想される年齢の割には声が若い。
一人称視点のゲームである上、鏡に姿が写らないため作中では容貌が不明だが、サミーにインクベンディと勘違いされる場面がある。トミーガンを扱えることから、兵役の経験者であることが示唆されている。
攻撃を受けると傷口から血の代わりにインクを流し、例え死んでもインクでできた奇妙な道を通ってベンディ像の前で復活できる。一部の場面を除きゲームの進行状況が維持されたまま復活することから、単にリスポーンしたのではなく、明らかに一度死んで復活している。つまり、実質的には不死身の存在と言えるが、その理由は不明。
ジョーイ・ドリュー（Joey Drew）
声を演じたのはDavid Eddings
ジョーイ・ドリュー・スタジオの責任者。現在では老年の白人男性で、車椅子を使用していることが示唆されている。ヘンリーとは親友だった、とされているが、隠されたメッセージでは「NOTHING」と書かれている。
30年前にスタジオを去ったヘンリーに手紙を送り、呼び寄せた。
作中のボイスログから、自らの理想を実現するために手段を選ばない、過激且つ自己中心的な性格であることが次第に明らかになっていく。また、他人の功績を私物化する傾向にあった模様。
本作の黒幕で、その容貌はエンディングにて漸く明らかになる。
インクベンディ（Ink Bendy）
作中では「ベンディ」「インクの悪魔」とも呼ばれる。インクマシンから最初に産み出されたベンディの等身大フィギュア。最初は魂を持たない失敗作だったようだが、作中では保身のために「ア・ベンディ・カートゥーン」の最終回が収録されたフィルムリールを持ち去り玉座に保管したりするなど、明らかに自我を持っていることが示唆されている。カートゥーンのベンディと違い他のキャラクターよりも一際大柄で、人間のような頭身となっている。顔の上半分はインクで隠れており、左手は大きく、四本指で手袋を着けているのに対し、右手は小さく人間のような五本指で手袋を着けていない。また、靴も履いていない。背中には背骨のようなものがある。どこからともなく染み出てくるインクと共に出現し、全チャプターにてヘンリーに襲い掛かる。
武器では倒せず、接触されただけでゲームオーバーとなるなど、戦闘能力は作中最強。普段は足を引き摺りながらゆっくりと移動するが、走行時の速度はビーストベンディを除いて最速。
また、異世界の怪物達にとっても恐ろしい存在として描写されており、出現した際に近くにいたサーチャーやザ・屠殺集団は即死してしまう他、ノーマン・ポークが異形化した成れの果てである「映写技師」と遭遇した際は抵抗にも全く怯まずに首をもいで処刑している。しかし、中にはサミーのように崇拝している者もいる。
ボリスやアリス、アリソン、トムといった主要なキャラクター達もインクベンディを恐れている様子が度々描かれている。
ビーストベンディ
更に異形化し、大柄になったインクベンディ。上半身のみが極端に肥大化し、悪魔そのものといえる外見となった。本作の最終ボス。最後はヘンリーによって「ア・ベンディ・カートゥーン」の最終回を見せられ、手を振りながら消滅した。
サミー・ローレンス（Sammy Lawrence）
声を演じたのはAaron Landon
かつてのヘンリーの同僚で作曲家。男性。かつてはスタジオ内でたびたび奇妙な行動をとっていたことがノーマン・ポークから語られる。
作中ではインクマシンの力により全身がインクでできた真っ黒なヒューマノイド(人型の怪物)と化しており、手の指の数も各四本になっている。ベンディの面を被り、サスペンダー付きの白いズボンと黒い靴を履いている。インクベンディを「インクの悪魔」「ベンディ」と呼んで崇拝し、彼の信徒であるサーチャーや迷い人達を統率する。
サーチャー達をヘンリーにけしかけたり、ヘンリーを殴って気絶させたりしてインクベンディへの生け贄として捧げようとするが、自身がインクベンディに襲われてしまう。
なんとか生き延びるも、崇拝していたインクベンディに襲われたことで狂乱状態に陥り、港にあるサーチャーや迷い人達の集落でヘンリーに襲いかかる。死闘の末に仮面を破壊され、逆上してヘンリーを追い詰めるが、背後からトムによって斧を頭に叩き込まれ死亡した。
ノーマン・ポーク（Norman Polk)
声を演じたのはtheMeatly
かつてのヘンリーの同僚で映写技師であった男性。サミーの奇行を不審に思ってジョーイに相談しようとしていたが、そのジョーイにも不信感を抱いていた。
後にインクマシンの力で異形の怪物「映写技師」と化してしまった。
映写技師（The Projectionist）
ノーマン・ポークがインクマシンの力で異形化した存在。サミーと同様に真っ黒なインクの身体をもつが、頭部が映写機となっている。映写機の灯りで前方を照らしながら歩き回っており、ヘンリーを見つけると走って追いかけて来る。
ヘンリーとは三度に渡って遭遇する。一定のダメージを受けると倒れるが、その際は気絶しただけであり、とどめは刺せない。
最後はヘンリーを追い詰めるがインクベンディと遭遇し、頭部を引き千切られ死亡した。頭部の映写機はその場に放置されたが身体はインクベンディに持ち去られた。
ジャック・フェイン(Jack Fain)
声を演じたのはBookpast(ゲーム開発スタッフの一人)
かつてのヘンリーの同僚の作詞家。地下の下水道に自らの肉声を録音したボイスログを残している。
後にインクマシンの力で異形の怪物「スウォーレン・ジャック」と化してしまった。
スウォーレン・ジャック(Swollen Jack)
ジャック・フェインがインクマシンの力で異形化した存在。真っ黒なインクの身体をもつ人間の上半身のような形態で、呼び名の通り身体が膨れ上がっている。人間だった頃の名残か帽子を被り、バルブを持っている。臆病な性格で、ヘンリーが近づくとインクの中に逃げ、テレポートするかのように別の場所に瞬時に現れる。握りしめているバルブはキーアイテムであるため倒す必要があるが、攻撃しようと近づくと逃げてしまうため、仕掛けを利用して倒す必要がある。
スージー・キャンベル（Susie Campbell）
声を演じたのはAlanna Linayre
アリス・エンジェルの声を演じていた女性声優。アリスに強い思い入れがあったものの、ある日突然役を下ろされ、その事に大きな不満を抱いていた。
アリス・エンジェル（Alice Angel)
声を演じたのはLauren SyngerとAlanna Linayreで、二重音声となっている。
インクマシンによって生み出されたアリス・エンジェルの等身大フィギュア。スージーの魂が宿っていることが露骨に示唆されている。人間に近い姿をしているが、顔の左半分が溶けたように崩れている。また、カートゥーンのアリスと違い、手足が黒く、手の指の数は各五本。髪は黒のハーフアップ。カートゥーンのアリスと同様に黒いワンピースドレスを着用し、腰の後ろと胸に白いリボンを着けている。
ボリスやパイパー、フィッシャー、ストライカーを拷問したり殺害するなど、非常に残忍。
ヘンリーを脅して必要な物品を回収させ、彼が全ての物を回収し終えると用済みとばかりにエレベーターを破壊して最下層まで突き落とした。更にボリスを捕まえて心臓を抜きとり、ボリスの遺体をフランケン・シュタインの「怪物」の如く改造してヘンリーにけしかけるなど、非道の限りを尽くす。最後は異形化したボリスを倒したヘンリーを直接殺そうと襲いかかるが、背後からアリソンに刺殺される。
アリソン(Alison)
声を演じたのはLauren Synger
インクマシンによって生み出されたもう一体のアリス・エンジェルの等身大フィギュア。名前からもわかる通り、アリス・エンジェルの二代目声優であったアリソン・コナー(Alison Conner)の魂が宿っていることが露骨に示唆されている。最終盤に登場する手紙からトマスとは夫婦であることがわかる。因みに、旧姓はペンデル(Pendle)で、彼女のボイスオーディオは作中では存在しない。
アリス・エンジェルよりもやや人間に近い外見で、天使の輪は不可視となっている。黒のポニーテールに白いカチューシャを着けている。服装はアリスと似ているが、腰の後ろのリボンが無く、工具を入れるポシェットやマチェーテを持ち歩いている。
ヘンリーに襲いかかったアリスを背後から刺殺した。トムと行動を共にする。
トムと共にヘンリーを監禁するなど警戒心が強いが、トムと比べてヘンリーに対して友好的。一度はトムに促されてヘンリーを見捨てるが、後に共闘したことでヘンリーと和解する。ヘンリーがインクベンディを滅ぼした後の消息は不明。
ボリス（Boris)
インクマシンによって生み出されたボリスの等身大フィギュア。誰の魂が宿っているかは不明。インクベンディやアリス・エンジェルと異なり、挙動や姿がカートゥーンキャラクターのボリスとそっくりになっている。
喋ることができないが、ヘンリーに敵意を持たず、インクベンディから逃れてきた彼をセーフハウスに匿い助けた。臆病な性格で、戦闘には参加できない。セーフハウスではヘンリーとカードで遊ぶ。セーフハウスを出てからはヘンリーと行動を共にするが、後にアリス・エンジェルに捕えられ心臓を抜き取られた上、フランケン・シュタインの怪物の様な異形に改造されてしまう。
全く同じ外見の個体が他にも無数に存在するが、その殆どがアリス・エンジェルによって拘束され、心臓を抉り取られた遺体と化している。
野獣ボリス(Brute Boris)
アリスに心臓を抜き取られた後に改造され、胴体と腕が肥大化した姿となったボリス。胸が切り開かれて内臓が露出している。また、目は×印となっており、肉体的には既に死んでいることが示唆されている。ヘンリーを直接殴ったりライドを投げつけて攻撃する。
トマス・コナー(Thomas Conner)
声を演じたのはMike Mood(ゲーム開発スタッフの一人)
愛称は「トム(Tom)」、「トミー(Tommy)」。ゲント(GENT)社から出向してきた修理工だった男性。スタジオの設備の修理や改修、インクマシンの開発等を行っていた。終盤に登場する手紙からアリソンと夫婦になっていることがわかる。
トム(Tom)
インクマシンによって生み出されたボリスの等身大フィギュアの内の一体で、前述のボリスとは別個体。喋ることはできないがアリソンからはトムと呼ばれており、トマスの魂が宿っていることが露骨に示唆されている。左腕が欠損しており、ベンディを模したアニマトロニクスの腕を義手代わりに装着している。ジェント社製のパイプや消防斧を武器として持ち歩き、アリソンと行動を共にする。
ヘンリーに対する警戒心が強く、インクベンディから逃げる際は彼を見捨てた。しかし、後にサミーに殺されそうになっていたヘンリーを救い和解する。最後はアリソンと同じく消息は不明。
バートルン・ピードモント（Bertrum  Piedmont）
声を演じたのはJoe J.Thomas
アトラクション「ベンディランド(Bendy Land)」の設計者であった男性。ボイスログにはジョーイへの不満を語っている様子が記録されている。
ジョーイからは親しみを込めてバーチーと呼ばれていたが、呼ばれた当人は子供扱いされた様に感じていた模様。
作中ではオクトパスライドに組み込まれたかの様な姿の巨大な怪物と化しており、ヘンリーの前に立ち塞がる。中心の柱の内部に彼の巨大な頭が入っており、常にヘンリーを睨んでいる。四本あるライドマシンを腕のように振り回し攻撃する。
最後はヘンリーに全てのライドを破壊され無力化されてしまう。
隠し要素として、一度だけ搭乗できる。

### ザ・屠殺集団（The Butcher Gang）
インクマシンの力で実体化したザ・虐殺集団。
後述するサーチャー達とは敵対しない。
パイパー(Piper)
インクマシンの力で実体化したチャーリー。片目が潰れ、右足がプランジャーとなっている。呼び名の由来と思われるパイプレンチを右手に持っている。
ボリスと同様に複数体存在しておおり、各所で中ボスとして立ち塞がる。また、アリスによって磔にされて殺されたり、拷問されたりと悲惨な扱いを受けている。
フィッシャー(Fisher)
インクマシンの力で実体化したバーリー。首が千切れており、頭部と胴体が首から生えた釣竿で繋がっている。武器として左手にモンキーレンチを持っているが、主に頭部を振り回して攻撃する。呼び名の由来は首から生えた釣竿と思われる。
ボリスやパイパーと同様に同じ外見の個体が無数に存在しており、各所で中ボスとして立ち塞がる他、一部の者はアリスに殺されている。
ストライカー(Striker)
インクマシンの力で実体化したエドガー。カートゥーンのエドガーと違って人型になっている。頭頂部にもうひとつの口があり、本来の口は縫われて塞がれている。左手が二本あり、右手はマジックハンドのように伸縮可能となっており、パンチを繰り出して攻撃する。
ボリス、パイパー、フィッシャーと同様に同じ外見の個体が無数に存在しており、各所で中ボスとして立ち塞がる。

### その他のインクの怪物達
インクマシンの力で生み出された異形の存在達。元々人間だったことが示唆されている。
多くがサミーの手下(もしくは信徒)であり、集落を築いていた。
サーチャー（The Searcher)
インクだまりの中から現れる、黒いインクの身体をもつ人間の上半身のような形態の怪物。下半身が無いため這うようにして移動し、ヘンリーに殴り掛かる。耐久力は低い。
サミーや迷い人達と共に集落を築いていた。
様々なバリエーションが存在する。
マイナー・サーチャー
ライト付きヘルメットを被った、耐久力が高いサーチャー。移動速度は遅い。
スウォーレン・サーチャー
近づくとインクだまりに身を隠してしまう、身体が膨らんでいるサーチャー。ジャックと同様に臆病であり、ヘンリーが近づくとインクだまりに隠れてしまうため、背後から気付かれないように倒す必要がある。死ぬとキーアイテムの「特濃インク」を落とす。
迷い人（Lost One)
声を演じたのはJoe J.Thomas
人型のインクの怪物。顔の部分に目のような二つの光がある。スタジオの最下層にある巨大なインクマシンの内部で量産されている。元はスタジオのスタッフであったことが露骨に示唆されている。知性や理性があり道具をあつかったり喋ることもできるが、一部の者は正気を失っている。また、ほぼ全員がサミーの信徒であり、当初は中立の立場だったが、サミーの死を機に暴徒化する。普通のサーチャーより耐久力が高い。
ジャイアントハンド(Giant Hand)
巨大な手の怪物。ベンディやボリスの手と同様に四本指で白い手袋を着けている。ボートを鷲掴みできるほど巨大であり、インクの川を渡るヘンリーを執拗に追跡する。正体は不明。

### 隠しキャラクター(Easter Egg)
サーチャー・ミニボス
攻撃力と耐久力が少し高く、非常に俊敏なサーチャー。条件を満たすと全12体出現する。
サーチャー・ボス
褐色の山高帽子を被った巨大なサーチャー。耐久力と攻撃力が非常に高い。サーチャー・ミニボスと大量の屠殺集団を全滅させると一体のみ出現する。素体となった人間は不明。因みに、被っている帽子は最終盤にも登場する。
サミー・サーチャー
サミーが被っているものに似たベンディの面を被ったサーチャー。見た目以外に特筆すべき点はないが、出現させるには複雑な手順を踏む必要がある。
theMeatly
ゲーム開発者のイメージキャラクター。ボリスのポスターの裏に隠された空間に登場する。

### その他のジョーイ・ドリュー・スタジオの社員
ジョーイ以外の容貌は不明だが、スタジオ内のあちこちに配置されているカセットテープに録音された肉声を聴くことができる。
ウォーリー・フランクス(Wally Franks)
声を演じたのはtheMeatly
かつての社員の一人。トマスの手伝い等を行っていた。スコットランドの方言が特徴的。
全てのチャプターに彼のボイスログが登場し、「I'm outta here.」が十八番。最終盤に登場する手紙によると、スタジオから生還した模様。
グラント・コーエン(Grant Cohen)
声を演じたのはWilliam Alex Ryan(Youtuberの「DAgames」)
かつての社員の一人。企画や会計を担当していた男性。彼の部屋にあるボイスログには断末魔のような音声が記録されている。
ショーン・フリン(Shawn Flynn)
声を演じたのはSeán McLoughlin(Youtuber)
かつての社員の一人。玩具の製造に携わっていた。
レイシー・ベントン(Lacie Benton)
声を演じたのはLani Jane Minella
かつての社員の一人。バートルンが設計した「ベンディランド」の建設に携わった女性。南部訛り。